# 1948-as Vuelta ciclista a España
Az 1948-as Vuelta ciclista a España volt a 8. spanyol körverseny. 1948. június 13-a és július 4-e között rendezték. A verseny össztávja 3990 km volt, és 20 szakaszból állt. Végső győztes a spanyol Bernardo Ruiz lett.

## Végeredmény
|    | Versenyző               | Csapat | Idő            |
| -- | ----------------------- | ------ | -------------- |
| 1  | Bernardo Ruiz           |        | 155 óra 06' 30 |
| 2  | Emilio Rodríguez        |        | 9' 07          |
| 3  | Bernardo Capo           |        | 20' 45         |
| 4  | Dalmacio Langarica      |        | 22' 19         |
| 5  | Senen Mesa              |        | 24' 57         |
| 6  | Manuel Costa            |        | 25' 52         |
| 7  | Manolo Rodríguez        |        | 33' 25         |
| 8  | José Perez De Las Heras |        | 39' 37         |
| 9  | Miguel Gual             |        | 43' 35         |
| 10 | Antoine Giauna          |        | 1 óra 07' 38   |